# Johan Strömdahl
Johan Strömdahl, ursprungligen Östensson, född 7 februari 1807 i Nordmalings socken i Västerbottens län, död 14 september 1865, var en svensk präst.
Strömdahl blev student vid Uppsala universitet 1829 där han tillhörde Norrlands nation. Han prästvigdes i Stockholm 1832 och blev kyrkoherde i Stora Malms församling i Strängnäs stift 1848. Han var även lärare i Stockholm. Barnbarnsbarnet Ingvar Strömdahl har gett ut boken Farfarsfar – en krönika om Johan Östensson Strömdahl, norrlandspojken som blev stockholmslärare och sörmlandspräst (1982). En handskriftssamling om Johan Strömdahl finns också deponerad vid Kungliga Biblioteket i Stockholm.
Johan Strömdahl var son till bonden Östen Jonsson och gifte sig 1838 med Lovisa Charlotta Dalén (1812–1894). Han var farfar till civilingenjören Hjalmar Strömdahl och hovjuveleraren Hugo Strömdahl.